# Ptilinopus alligator
Ptilinopus alligator é uma espécie de ave pertencente à família dos columbídeos, endêmica da Austrália.
Seu nome popular em língua inglesa é Black-banded fruit dove.